# Bradysia hartii
Bradysia hartii là một ruồi trong họ Sciaridae, thuộc chi Bradysia. Loài này được Johannsen miêu tả khoa học đầu tiên năm 1912.